# Myresjön, Småland
Myresjön är en sjö i Sävsjö kommun i Småland och ingår i Lagans huvudavrinningsområde. Sjön har en area på 0,0899 kvadratkilometer och ligger 217 meter över havet.

## Delavrinningsområde
Myresjön ingår i det delavrinningsområde (636026-143014) som SMHI kallar för Ovan Hägnaån. Medelhöjden är 233 meter över havet och ytan är 19,55 kvadratkilometer. Det finns inga delavrinningsområden uppströms utan avrinningsområdet är högsta punkten. Vattendraget som avvattnar avrinningsområdet har biflödesordning 3, vilket innebär att vattnet flödar genom totalt 3 vattendrag innan det når havet efter 226 kilometer. Delavrinningsområdet består mestadels av skog (52 procent), öppen mark (11 procent) och jordbruk (19 procent). Avrinningsområdet har 0,9 kvadratkilometer vattenytor vilket ger det en sjöprocent på 4,6 procent.